# 帕霞·乌买尔
帕霞·乌买尔（維吾爾語：پاشا ئۆمەر‎，拉丁维文：Pasha Omer），中国新疆维吾尔族女演员，曾主演电影《海市蜃楼》等，婚後定居香港至今。

## 生平
出生于新疆。1981年她进入新疆歌舞团担任舞蹈演员，1989年被选入东方歌舞团，成为独舞演员。1986年，她出演了为庆祝新疆维吾尔族自治区成立30周年而创作演出的大型歌舞片《天山欢歌》。1987年出演了香港导演徐小明执导的中港合资动作电影《海市蜃楼》，片中帕霞饰演的加沙洛娃是一个白俄女匪首。1990年，帕霞出演了两部小成本的国产动作电影，谢洪执导的电影《国际大营救》及严寄洲与赵艺君执导的电影《猎豹出击》，反响不大。1993年，由于丈夫工作调动，帕霞移居香港。此后，帕霞仍活跃在舞蹈界，曾为在港演出的歌剧《杜兰朵》及来港表演的荷兰阿姆斯特丹国际舞蹈团编舞。1997年，在香港文化中心举办过一场独舞晚会“丝路飘霞”。2002年，帕霞与友人合资在铜锣湾名店坊开设了一家新疆餐馆，偶尔会在店内即兴表演新疆舞蹈。

## 作品
| 年代   | 电影       | 角色     | 角色简介                                             | 电影导演 | 合作演员       | 备注 |
| ------ | ---------- | -------- | ---------------------------------------------------- | -------- | -------------- | ---- |
| 1986年 | 天山欢歌   |          |                                                      |          |                |      |
| 1987年 | 海市蜃樓   | 加沙洛娃 | 女主角，土匪首领，男主摄影师唐庭轩苦苦寻找的梦幻少女 | 徐小明   | 于荣光、徐小明 |      |
| 1990年 | 国际大营救 | 玉妲     | 游击队员                                             | 谢洪     | 许亚军         |      |
| 1990年 | 猎豹出击   |          |                                                      |          |                |      |